# Pierre le Grand (statue)
Pour les articles homonymes, voir Pierre le Grand.
La Statue de Pierre le Grand, dont le titre officiel est « Monument à la commémoration du 300e anniversaire de la flotte russe », est une œuvre de l'artiste géorgien Zourab Tsereteli, érigée en 1997 sur un îlot artificiel et bras de la Moskova. D'une hauteur de 98 mètres (94,5 m deux fois la statue de la Liberté sans son piédestal), c'est la plus haute statue de Russie et la 8e plus haute statue du monde.
Le revêtement de la statue - colonne rostrale et caravelle - est en acier inoxydable, sur lequel ont été fixés des éléments de liaison en bronze. Les haubans sont en acier inoxydable, les voiles ont été conçues en utilisant les technologies spatiales pour réduire le poids de la structure.
La statue de Pierre le Grand elle-même est faite en bronze de la meilleure qualité, polie à la poudre de grès, patinée et protégée contre les intempéries par un traitement à la cire. Pierre le Grand tient un rouleau qui a été doré, ainsi que le sont les croix de saint André à la proue des navires, pavillons de beaupré de la fédération de Russie.
Un escalier à l'intérieur de la statue permet de contrôler son état général.
L'île artificielle sur laquelle repose la statue est en béton armé. On distingue à sa base les pistolets des fontaines qui, en action, donnent l’illusion d'un navire fendant les flots.
Les connaisseurs de la symbolique du langage de la statuaire marine notent des erreurs dans l’œuvre de Zourab Tsereteli. Ainsi, les navires d'une colonne rostrale doivent arborer les couleurs de la flotte ennemie vaincue. Ici, les croix de saint André semblent signifier une victoire de Pierre le Grand sur sa propre flottille.
À l'origine, la statue avait été conçue pour le 500e anniversaire de la découverte des Amériques, en 1492. Représentant le navigateur génois Christophe Colomb, elle devait être accueillie par une ville du Nouveau Continent. Mais à la suite des multiples refus qui lui furent opposés aux États-Unis, en Espagne et en Amérique latine, la tête de Pierre le Grand vint remplacer celle de Christophe Colomb et la statue rejoignit les quais de Moscou.

## Sources
- (en) Monument to Peter the Great in Moscow
- (ru) Les gens abasourdis par l’œuvre de Zourab Tsereteli